# 2015年美國職棒大聯盟選秀
2015年美國職棒大聯盟選秀為大聯盟第51屆選秀，在美國時間6月8日至10日舉行。亞利桑那響尾蛇的丹斯比·史瓦森為該年的首輪選秀狀元。

## 第一輪選秀
圖示
|   | 入選明星賽或年度最佳陣容的球員 |
| * | 並未簽約的球員                 |

| 選秀順位 | 球員              | 球隊             | 位置   | 畢業學校                     |
| -------- | ----------------- | ---------------- | ------ | ---------------------------- |
| 1        | 丹斯比·史瓦森     | 亞利桑那響尾蛇   | 游擊手 | 范德比大學                   |
| 2        | 艾力克斯·布萊格曼 | 休士頓太空人     | 游擊手 | 路易斯安那州立大學           |
| 3        | 布倫丹·羅傑斯     | 科羅拉多洛磯     | 游擊手 | 馬里湖高中                   |
| 4        | 迪倫·泰特         | 德州遊騎兵       | 右投   | 加利福尼亞大學聖塔芭芭拉分校 |
| 5        | 凱爾·塔克         | 休士頓太空人     | 外野手 | Henry B. Plant高中           |
| 6        | 泰勒·傑伊         | 明尼蘇達雙城     | 左投   | 伊利諾大學厄巴納-香檳分校    |
| 7        | 安德魯·班奈坦迪   | 波士頓紅襪       | 外野手 | 阿肯色大學                   |
| 8        | 卡爾森·富爾默     | 芝加哥白襪       | 右投   | 范德比大學                   |
| 9        | 伊恩·哈普         | 芝加哥小熊       | 外野手 | 辛辛那提大學                 |
| 10       | 柯奈里歐斯·藍道夫 | 費城費城人       | 游擊手 | 葛里芬高中                   |
| 11       | 泰勒·史蒂芬森     | 辛辛那提紅人     | 捕手   | 肯尼索山高中                 |
| 12       | 喬許·奈勒         | 邁阿密馬林魚     | 一壘手 | 聖女貞德天主教中學           |
| 13       | 蓋瑞特·懷特利     | 坦帕灣光芒       | 外野手 | 尼斯卡尤納高中               |
| 14       | 寇爾比·亞拉德     | 亞特蘭大勇士     | 左投   | 聖克萊門特高中               |
| 15       | 崔恩特·葛里沙姆   | 密爾瓦基釀酒人   | 外野手 | 里奇蘭高中                   |
| 16       | 詹姆斯·卡普瑞利安 | 亞利桑那響尾蛇   | 右投   | 加利福尼亞大學洛杉磯分校     |
| 17       | 布萊迪·艾肯       | 克里夫蘭印地安人 | 左投   | IMG學院                      |
| 18       | 菲爾·畢克佛       | 舊金山巨人       | 右投   | 內華達大學拉斯維加斯分校     |
| 19       | 凱文·紐曼         | 匹茲堡海盜       | 游擊手 | 亞利桑那大學                 |
| 20       | 瑞奇·馬汀         | 奧克蘭運動家     | 游擊手 | 佛羅里達大學                 |
| 21       | 艾許·羅素         | 堪薩斯市皇家     | 右投   | 大教堂高中                   |
| 22       | 比尤·布洛斯       | 底特律老虎       | 右投   | 韋瑟福德高中                 |
| 23       | 尼克·普朗默       | 聖路易紅雀       | 外野手 | 萊斯兄弟高中                 |
| 24       | 沃克·布勒         | 洛杉磯道奇       | 右投   | 范德比大學                   |
| 25       | D·J·史都華        | 巴爾的摩金鶯     | 外野手 | 佛羅里達州立大學             |
| 26       | 泰勒·瓦德         | 洛杉磯天使       | 捕手   | 加州州立大學弗雷斯諾分校     |

### 第一輪補充選秀
| 選秀順位 | 球員            | 球隊         | 位置   | 畢業學校       |
| -------- | --------------- | ------------ | ------ | -------------- |
| 27       | 麥克·尼可拉克   | 科羅拉多落磯 | 右投   | 史特勞茲堡高中 |
| 28       | 麥克·索羅卡     | 亞特蘭大勇士 | 右投   | 卡羅主教高中   |
| 29       | 喬恩·哈里斯     | 多倫多藍鳥   | 右投   | 密蘇里州立大學 |
| 30       | 凱爾·霍爾德     | 紐約洋基     | 游擊手 | 聖地牙哥大學   |
| 31       | 克里斯·蕭爾     | 舊金山巨人   | 一壘手 | 波士頓學院     |
| 32       | 齊布萊恩·海耶斯 | 匹茲堡海盜   | 三壘手 | 路德會協同中學 |
| 33       | 諾蘭·華森       | 堪薩斯市皇家 | 右投   | 北勞倫斯高中   |
| 34       | 克里斯汀·史都華 | 底特律老虎   | 外野手 | 田納西大學     |
| 35       | 凱爾·方克豪瑟*  | 洛杉磯道奇   | 二壘手 | 路易斯維爾大學 |
| 36       | 萊恩·蒙卡索     | 巴爾的摩金鶯 | 游擊手 | 哈格提高中     |

### A輪平衡選秀
| 選秀順位 | 球員          | 球隊             | 位置   | 畢業學校                          |
| -------- | ------------- | ---------------- | ------ | --------------------------------- |
| 37       | 達茲·卡麥隆   | 休士頓太空人     | 外野手 | Eagle's Landing Christian Academy |
| 38       | 泰勒·奈文     | 科羅拉多洛磯     | 三壘手 | 波威高中                          |
| 39       | 傑克·伍德佛德 | 聖路易紅雀       | 右投   | Henry B. Plant高中                |
| 40       | 納坦·寇爾比   | 密爾瓦基釀酒人   | 左投   | 維吉尼亞大學                      |
| 41       | 奧斯汀·萊利   | 亞特蘭大勇士     | 三壘手 | 迪索托中部高中                    |
| 42       | 崔斯頓·麥肯齊 | 克里夫蘭印地安人 | 右投   | 迪索托中部高中                    |

## 補償選秀
1. ↑  因為去年選秀沒有簽下布萊迪·艾肯（英语：Brady Aiken）而得到補償選秀
2. ↑  因麥克·卡戴爾加入大都會隊而得到補償選秀
3. ↑  因厄文·桑塔那加入雙城隊而得到補償選秀
4. ↑  因梅基·卡布瑞拉加入白襪隊而得到補償選秀
5. ↑  因大衛·羅伯森加入白襪隊而得到補償選秀
6. ↑  因巴勃羅·桑多瓦爾加入紅襪隊而得到補償選秀
7. ↑  因羅素·馬丁加入藍鳥隊而得到補償選秀
8. ↑  因詹姆斯·席爾斯加入教士隊而得到補償選秀
9. ↑  因麥斯·薛澤加入國民隊而得到補償選秀
10. ↑  因亨利·拉米瑞茲加入紅襪隊而得到補償選秀
11. ↑  因尼爾森·克魯斯加入水手隊而得到補償選秀

## 交易選秀
1. ↑  因太空人隊用Jarred Cosart和安立奎·赫南德茲向大都會隊換來傑克·馬瑞斯尼克、Colin Moran、Francis Martes以及37順位選秀籤
2. ↑  因勇士隊用克雷格·金布雷爾與梅爾文·厄普頓向教士隊換來Carlos Quentin、卡麥隆·梅賓、Matt Wisler、Jordan Paroubeck與41順位選秀籤

## 其他著名球員
- 湯姆·埃薛爾曼（英语：Tom Eshelman）, 第2輪, 46順位被休士頓太空人選走
- 史考特·金傑利（英语：Scott Kingery）, 第2輪, 48順位被費城費城人選走
- 安德魯·蘇亞瑞茲, 第2輪, 61順位被舊金山巨人選走
- 凱文·克拉摩（英语：Kevin Kramer）, 第2輪, 62順位被匹茲堡海盜選走
- A·J·米恩特（英语：A. J. Minter）, 第2輪, 75順位被亞特蘭大勇士選走
- 泰勒·克拉克（英语：Taylor Clarke）, 第3輪, 76順位被亞利桑那響尾蛇選走
- 布蘭登·勞爾, 第3輪, 87順位被坦帕灣光芒選走
- 哈里森·貝德, 第3輪, 100順位被聖路易紅雀選走
- 喬丹·希克斯, 第3輪, 105順位被聖路易紅雀選走
- 保羅·德楊恩, 第4輪, 131順位被聖路易紅雀選走
- 威利·卡胡恩（英语：Willie Calhoun）, 第4輪, 132順位被洛杉磯道奇選走
- 錢斯·亞當斯（英语：Chance Adams）, 第5輪, 153順位被紐約洋基選走
- 崔維斯·拉金斯（英语：Travis Lakins）, 第6輪, 171順位被波士頓紅襪選走
- 史蒂芬·達加（英语：Steven Duggar）, 第6輪, 186順位被紐約洋基選走
- 麥特·霍爾（英语：Matt Hall (baseball)）, 第6輪, 190順位被洛杉磯道奇選走
- 大衛·弗萊契爾, 第6輪, 196順位被洛杉磯天使選走
- 班·泰勒（英语：Ben Taylor (pitcher, born 1992)）, 第7輪, 201順位被波士頓紅襪選走
- 傑克·克羅倫沃斯, 第7輪, 208順位被坦帕灣光芒選走
- 克里斯·帕達克, 第8輪, 236順位被邁阿密馬林魚選走
- 寇達·格羅佛（英语：Koda Glover）, 第8輪, 254順位被華盛頓國民選走
- 皮特·菲爾班克斯（英语：Pete Fairbanks）, 第9輪, 258順位被德州遊騎兵選走
- 布萊特·甘迺迪（英语：Brett Kennedy）, 第11輪, 327順位被聖地牙哥教士選走
- 喬許·羅傑斯（英语：Josh Rogers）, 第11輪, 333順位被紐約洋基選走
- 邁爾斯·史卓, 第12輪, 349順位被休士頓太空人選走
- 塞德里克·穆林斯, 第12輪, 349順位被巴爾的摩金鶯選走
- 崔伊·溫珍特（英语：Trey Wingenter）, 第17輪, 507順位被聖地牙哥教士選走
- 埃文·菲利普斯（英语：Evan Phillips）, 第17輪, 510順位被亞特蘭大勇士選走
- 寇迪·卡洛（英语：Cody Carroll）, 第22輪, 663順位被紐約洋基選走
- 傑佛瑞·史普林斯（英语：Jeffrey Springs）, 第30輪, 888順位被德州遊騎兵選走
- 傑瑞德·沃爾許, 第39輪, 1185順位被洛杉磯天使選走
- 丹尼爾·薩摩拉（英语：Daniel Zamora）, 第40輪, 1207順位被匹茲堡海盜選走

## 外部連結
- MLB.com - 2015 Draft Tracker (all rounds)
- MLB.com - Draft History（页面存档备份，存于）
- Complete draft list from The Baseball Cube database

| 前任： Brady Aiken | 選秀狀元 丹斯比·史瓦森 | 繼任： 米奇·孟尼亞克 |